# Sho Aota
Sho Aota (青田 翔 Aota Sho?), född 13 november 1986 i Kanagawa prefektur, är en japansk fotbollsspelare.
Aota började sin karriär 2009 i YSCC Yokohama. Han spelade 104 ligamatcher för klubben. Han avslutade karriären 2016.